# Figli unici
Figli unici è una raccolta del cantautore italiano Claudio Baglioni pubblicato in esclusiva da Mondadori il 7 settembre 2011 all'interno del cofanetto "Claudio Baglioni Studio Collection" e successivamente il 18 giugno 2019 nel cofanetto "Claudio Baglioni collezione 50".
L’album, quindi, non rappresenta una pubblicazione discografica ufficiale dell’artista, ma una raccolta realizzata per accompagnare le due collezioni ristampate in digipak degli album di Baglioni. La sua funzione è quella di raccogliere brani non inclusi in nessun altro album dell’autore.

## Descrizione
Il disco contiene 12 brani che non erano stati inclusi in album di riferimento ma solo pubblicati come singoli oppure all'interno di raccolte o dischi dal vivo. Fa parte del cofanetto "Claudio Baglioni Studio Collection" ed è stato riproposto nel 2019 all'interno del cofanetto "Claudio Baglioni collezione 50".
Contiene una prefazione scritta dallo stesso Baglioni: 
Senza pezzi fratelli con cui crescere e giocare,  con cui fare la lotta. Senza capelli e cuscini da tirare. Figli e figlie riconosciuti, frutto di tante avventure, di storie, di viaggi e giri per il mondo.
Pezzi di uno stesso padre separati dal tempo e dalla vita che si ritrovano, s’incontrano, imparano a conoscersi.
Si abbracciano in un girotondo.
Nella casa circolare della musica.
Un tetto per una famiglia che non c’era e ora c’è.»

## Tracce
1. Fratello sole e sorella luna
2. Caro padrone
3. Avrai
4. Il sogno è sempre
5. Da me a te
6. Arrivederci o addio
7. Crescendo e cercando
8. Tutti qui
9. Va'
10. Buon viaggio della vita
11. Niente più
12. Per il mondo